# Белцецень
Белцецень, Белцецені (рум. Bălțățeni) — село у повіті Вилча в Румунії. Входить до складу комуни Томшань.
Село розташоване на відстані 175 км на північний захід від Бухареста, 24 км на захід від Римніку-Вилчі, 86 км на північ від Крайови, 136 км на південний захід від Брашова.

## Населення
За даними перепису населення 2002 року у селі проживали 442 особи, з них 441 особа (99,8%) румунів. Усі жителі села рідною мовою назвали румунську.